# 이산가족 이야기 나의 살던 고향은
이산가족 이야기 나의 살던 고향은은 KBS 한민족방송(AM 972, 6015, 1170kHz)에서 방송되는 아직 가족상봉과 고향 방문의 꿈을 이루지 못한 이산가족과 실향민들의 이야기를 직접 들어보는 통일의 염원을 담은 라디오 10분 다큐멘터리이다.